# Kirche von Tingstäde
Koordinaten: 57° 44′ 10,9″ N, 18° 36′ 53,8″ O

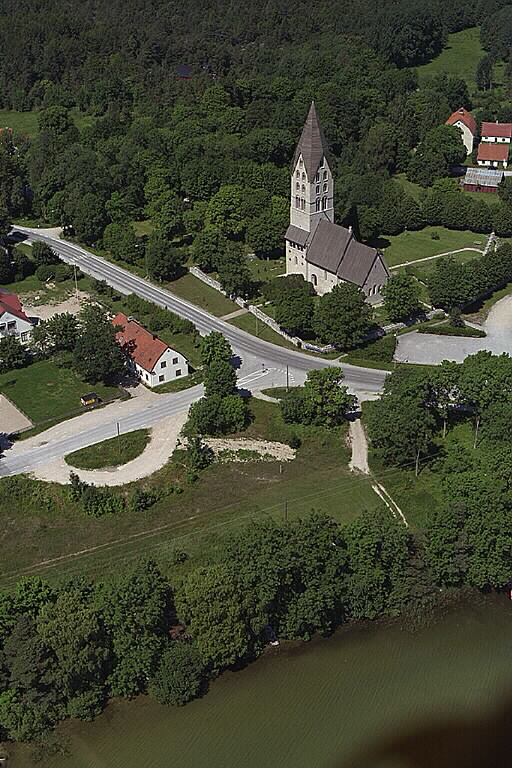
Luftbild der Kirche von Tingstäde

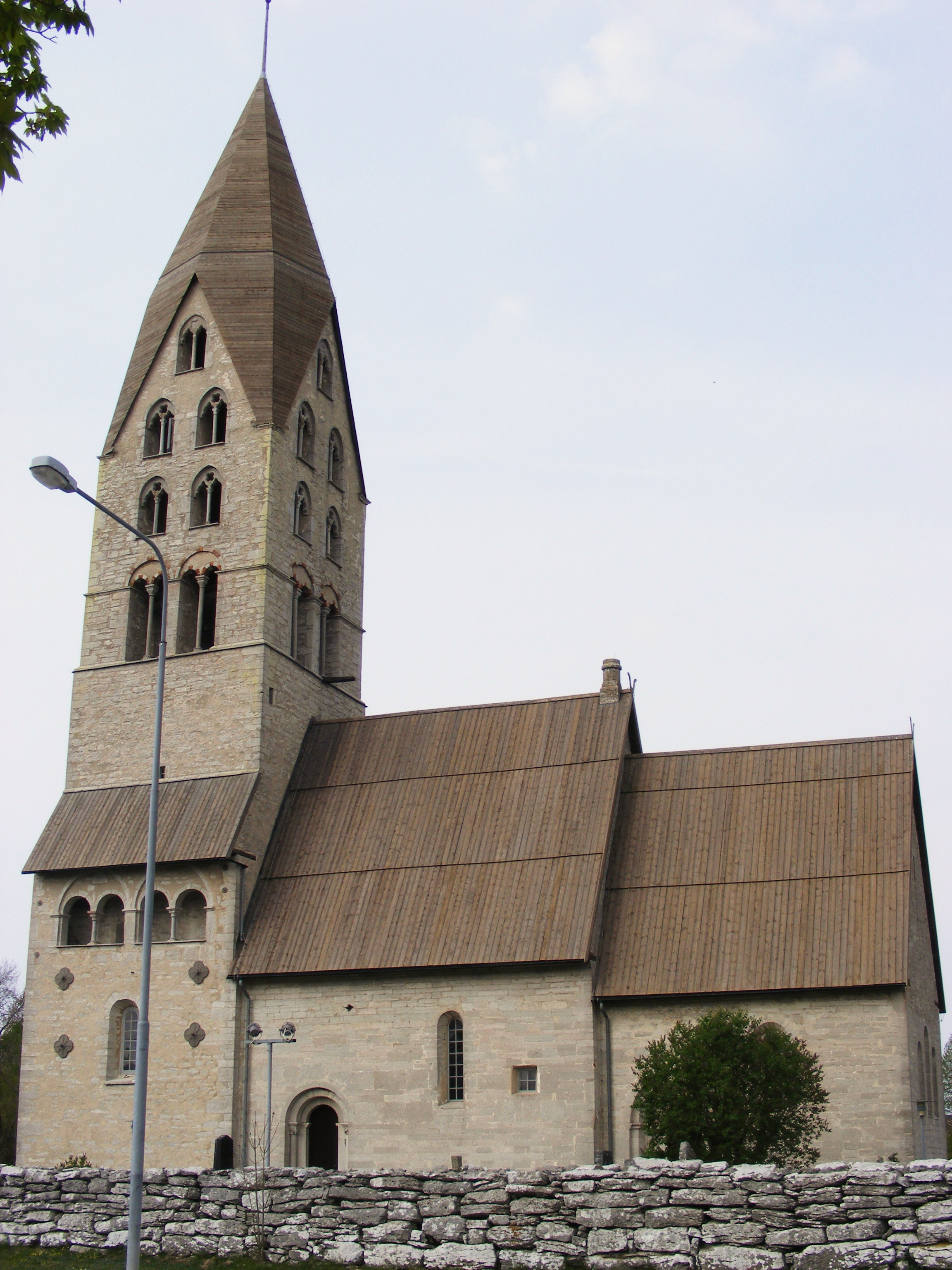
Kirche von Tingstäde

Die Kirche von Tingstäde (schwedisch Tingstäde kyrka) ist eine Landkirche, die zur Kirchengemeinde (schwedisch Församling) Stenkyrka und zum Bistum Visby gehört. Sie liegt in dem kleinen Ort Tingstäde etwas nördlich von der Mitte der schwedischen Insel Gotland, 20 km nordöstlich von Visby entfernt.
Sie gehörte früher zur Kirchengemeinde Tingstäde und ist eine der größten mittelalterlichen Landkirchen auf der Insel. Sie ist von weitem sichtbar; der 55 m hohe Turm dient als Seemarke, obwohl die Kirche 10 km von der nächsten Küste entfernt liegt.  Umgekehrt kann man nach Besteigung des Turms bei guter Sicht sowohl im Osten als auch im Westen das Meer sehen.
Die ältesten Teile der Kirche stammen ungefähr aus dem Jahr 1200, wie man aus den vom Meister Calcarius gefertigten Skulpturen schließen kann.

## Kirchengebäude
Das Langhaus aus dem späten 12. Jahrhundert war ursprünglich mit einem Chor mit Apsis versehen. Dessen Portal ist als Eingang zur Sakristei erhalten. Der Chor mit Sakristei wurde im 13. Jahrhundert durch einen größeren Neubau ersetzt. Das Westportal soll einem Portal des Domes zu Visby nachgeahmt sein. Die Kirche weist mittelalterliche Malereien aus dem 14. Jahrhundert an den Wänden der Turmkammer auf. Diese Malereien sind am Anfang des 18. Jahrhunderts mit einem Baldachin nach mittelalterlichem Vorbild vervollständigt worden.

## Wandmalereien
In der Kirche finden sich Wandmalereien aus dem Mittelalter. Sie sind eines der Beispiele von solchen auf Gotland.

## Inventar
Der Taufstein aus dem 12. Jahrhundert ist vom Meister Majestatis geschaffen worden. Neben den übrigen Ausschmückungen ist vor allem ein Triumphkruzifix aus der ersten Hälfte des 14. Jahrhunderts zu erwähnen, das der so genannte Tingstädemeister schuf. Die Altartafel ist 1780 von Johan Weller gemalt worden.

## Asylkirche
Tingstäde war eine von drei Asylkirchen auf Gotland (neben Atlingbo im mittleren Teil und Fardhem im südlichen Teil der Insel). Hier konnte eine verdächtige Person 40 Tage lang Schutz in Anspruch nehmen, während die Verhandlungen stattfanden. Wahrscheinlich ist dieser Brauch aufgekommen, um eine Ausbreitung der Blutrache auf der Insel zu verhindern.

Kirche von Tingstäde
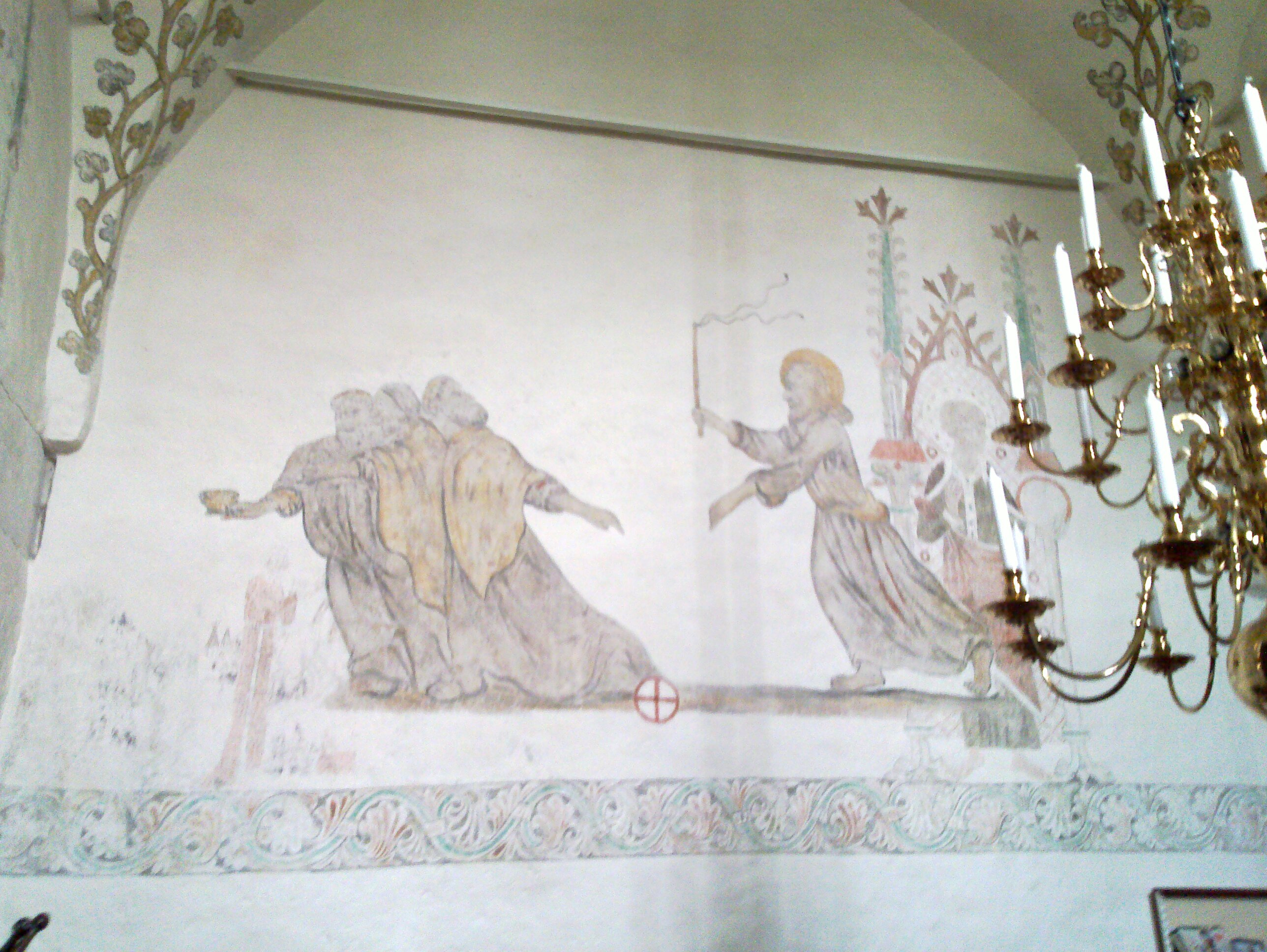
Mittelalterliche Wandmalerei
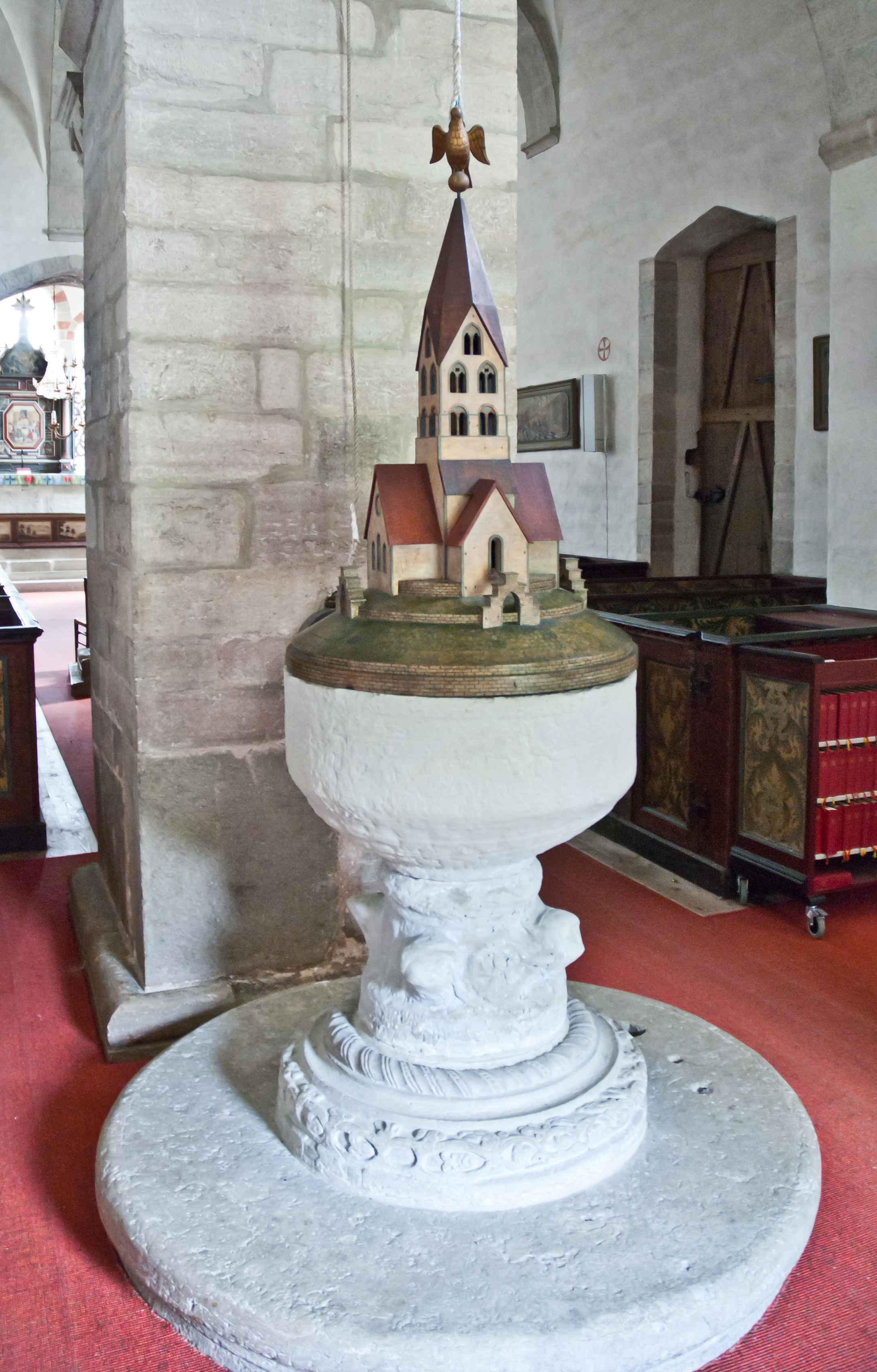
Taufstein
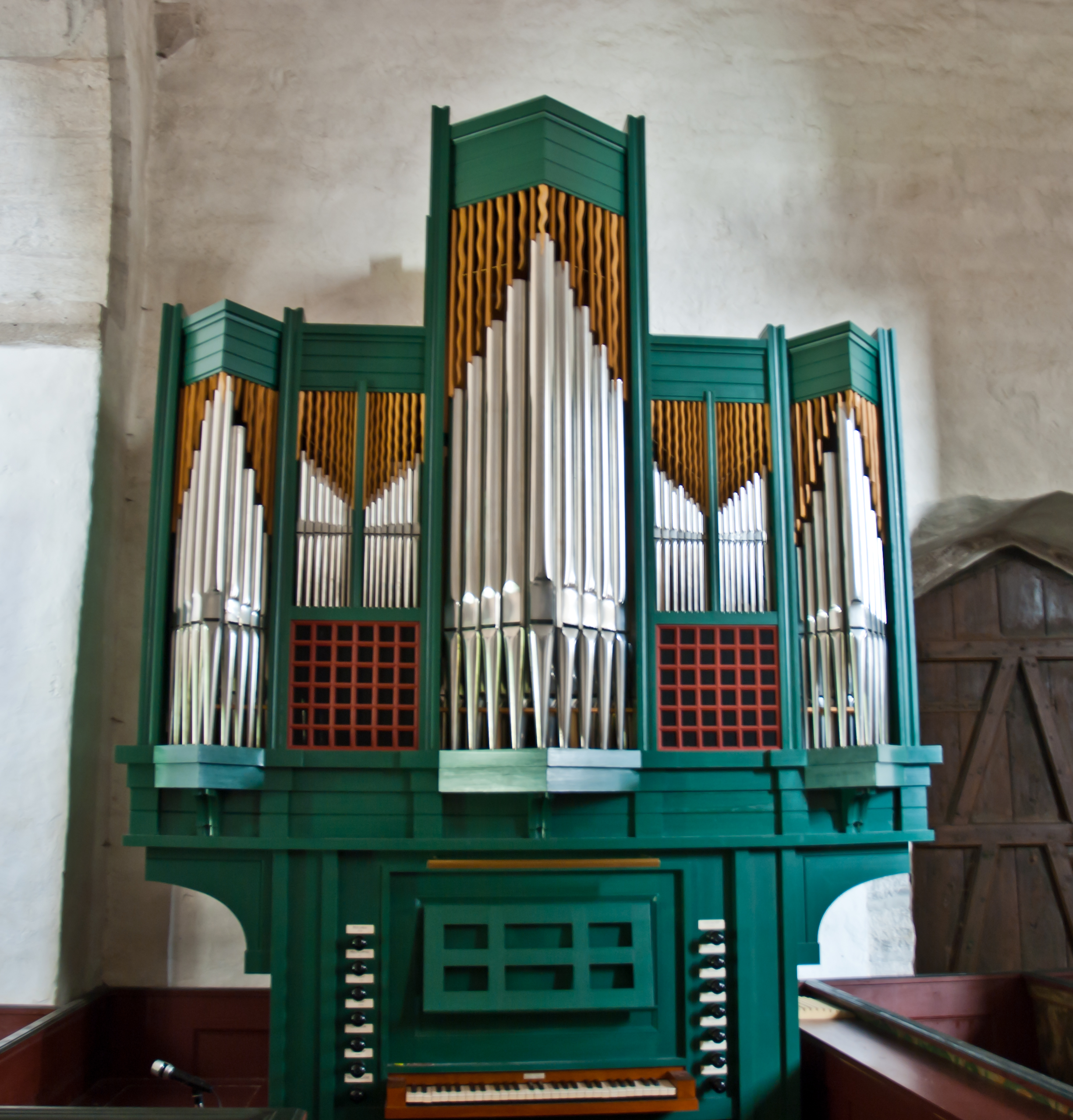
Orgelprospekt
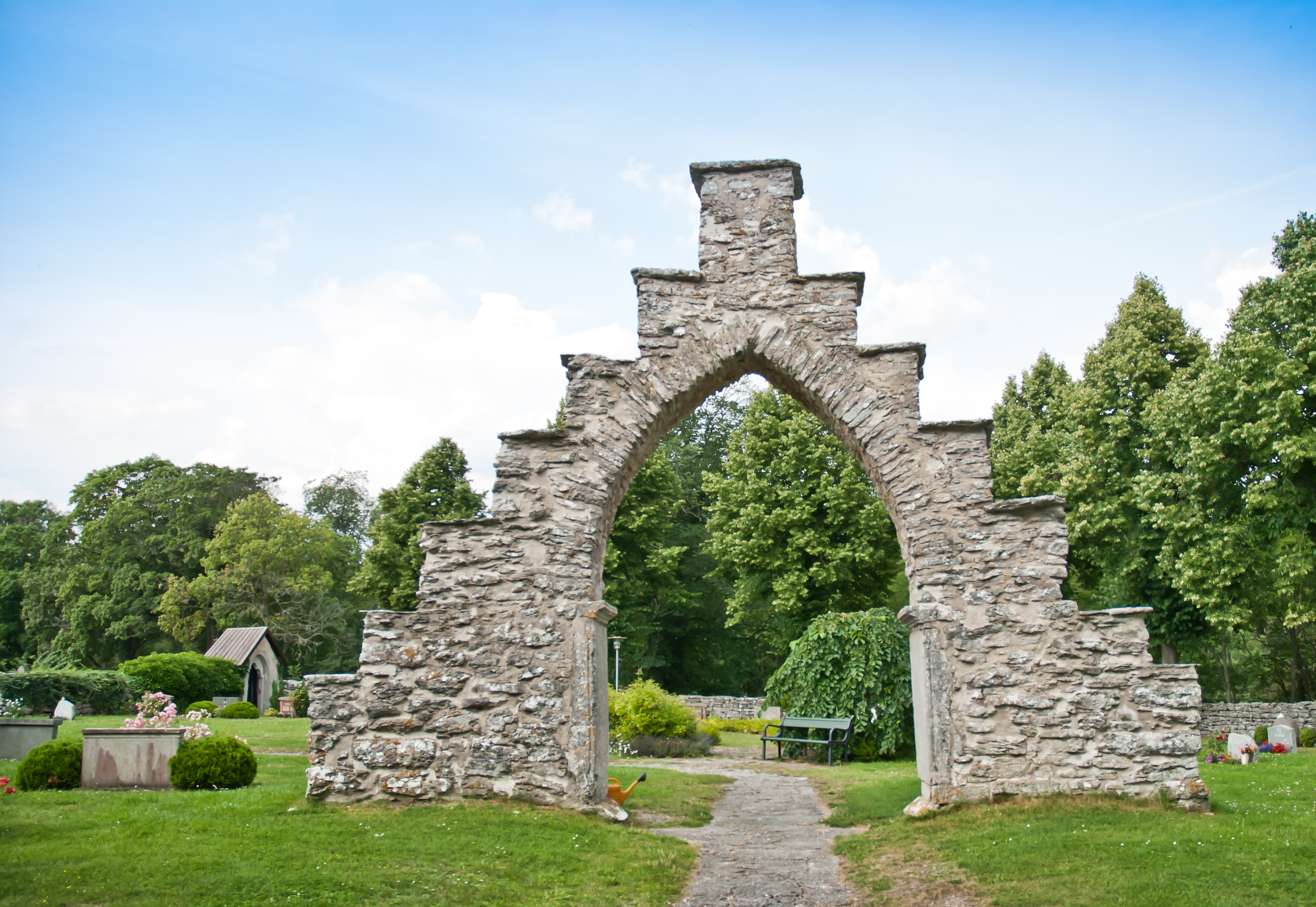
Kirchhofportal
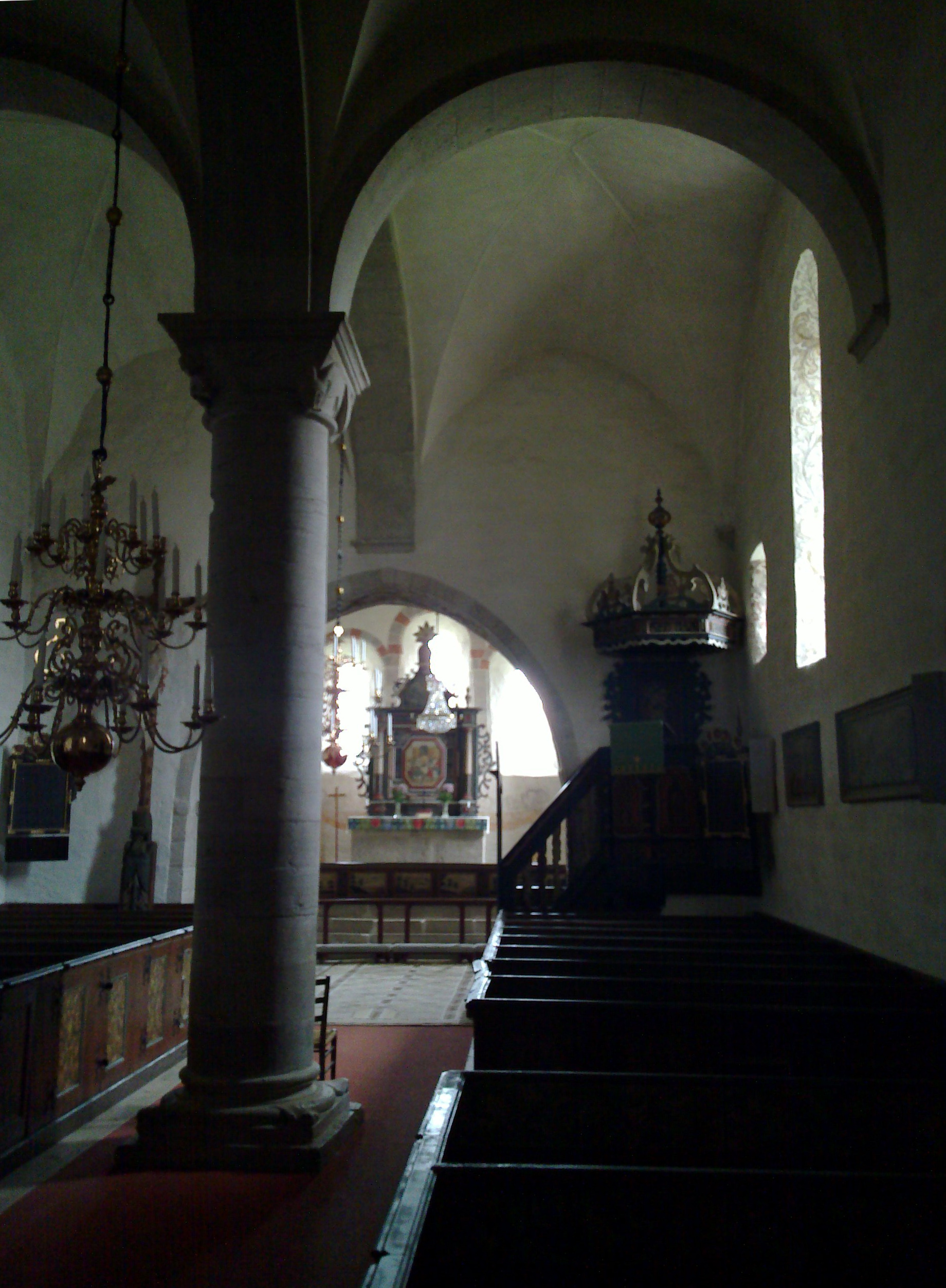
Innenraum
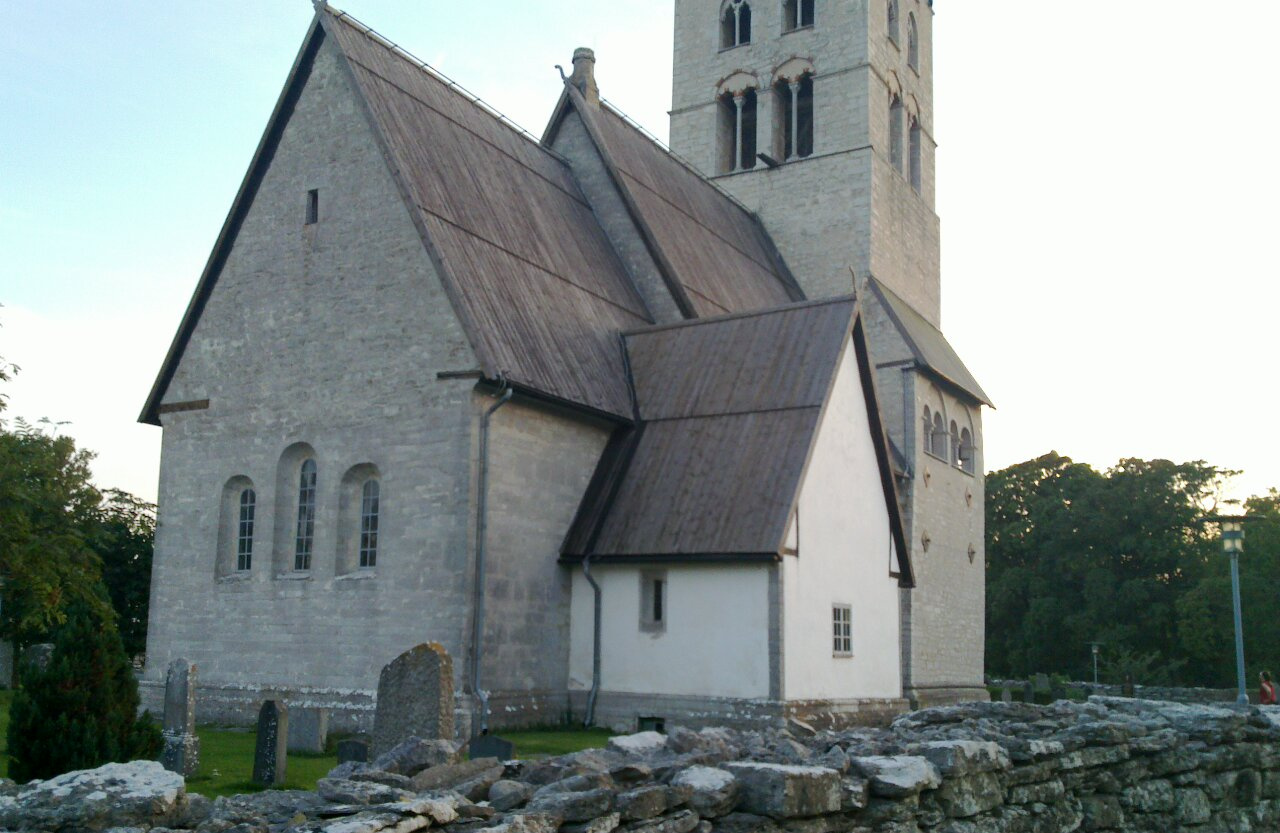
Chor
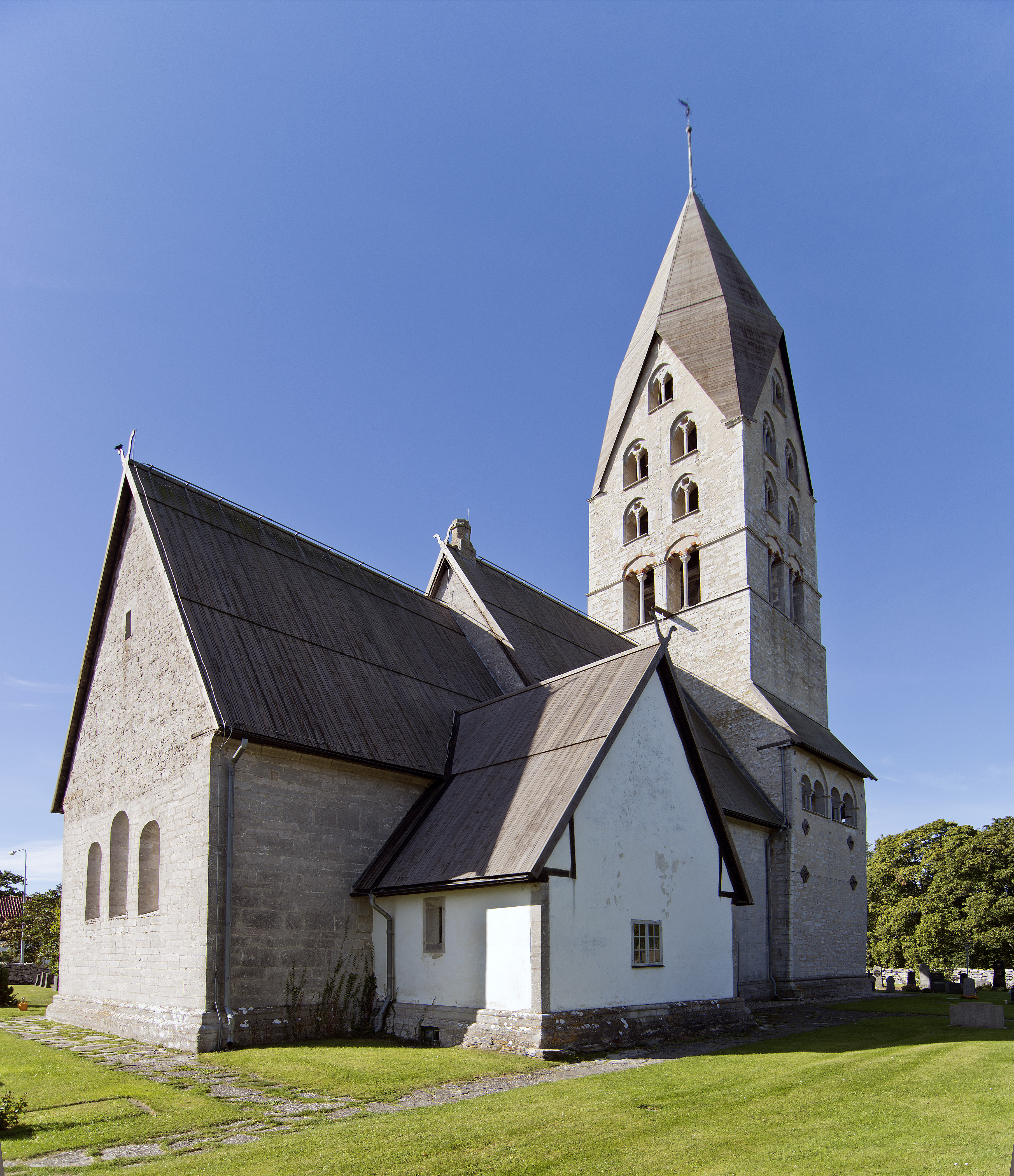
Kirche von Nordosten

## Sonstiges
2003 hat die Mobiltelefoniefirma 3GIS im Kirchturm eine Basisstation für 3G-Telefonie installiert.